# Joseph Barbanègre
Pour les articles homonymes, voir Barbanègre (homonymie).
Joseph, baron Barbanègre, né le 22 août 1772 à Pontacq (Béarn), mort le 7 novembre 1830 à Paris, est un général de brigade du Premier Empire et baron de l'Empire.

## Biographie

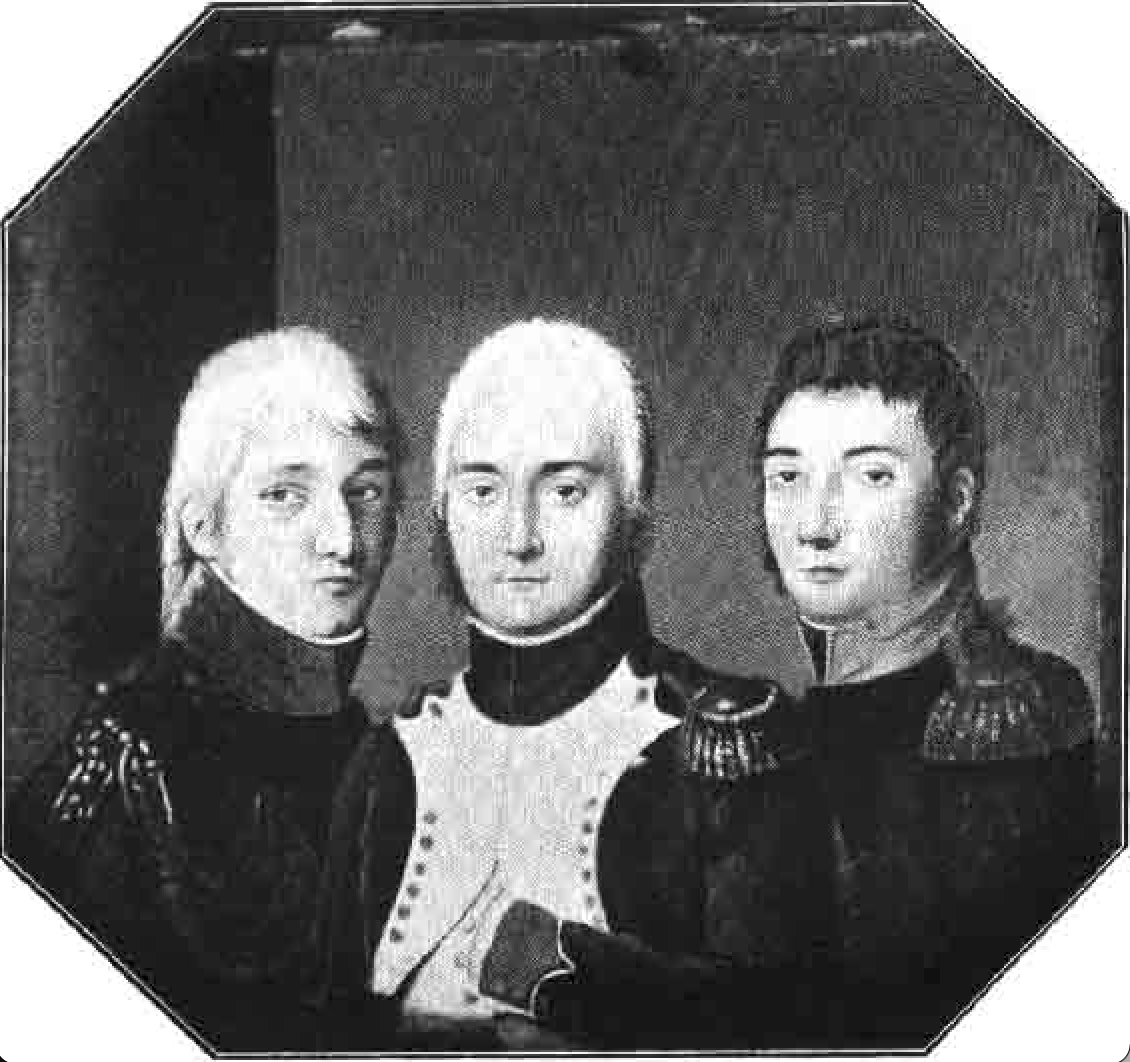
Miniature des frères Barbanègre.

Fils de Jean Paul Barbanègre, négociant et premier jurat de la ville de Pontacq et d'Elisabeth (ou Isabeau) Fouchet-Dauture son épouse, il est le onzième enfant d'une fratrie de quatorze. La famille Barbanègre était une des plus anciennes familles nobles de Pontacq.
Trois des fils de la famille s'engagèrent militairement à l'occasion des guerres de la Révolution française ainsi que des guerres napoléoniennes : Joseph, Jean et Jacques.

### La Révolution et le Consulat
D’abord marin, puis capitaine dans le 5e bataillon de volontaires des Basses-Pyrénées, en 1794, avec lequel il fait campagne à l’armée des Pyrénées-Orientales. À la suite d’une grave blessure il est réformé en 1796 et ne reprend son service actif que le 21 février 1800 avec le grade de capitaine. Le 21 janvier 1804, il est nommé chef de bataillon dans la Garde consulaire. 

### Carrière sous le Premier Empire
Colonel du 48e régiment d’infanterie de ligne le 28 août 1805, il se distingue lors de la bataille d'Austerlitz et est fait commandant de la Légion d'honneur le 25 décembre 1805. Lors des campagnes de Prusse et de Pologne de 1806 et 1807, il se fait remarquer aux batailles d’Iéna et d’Eylau. En 1808 il devient baron de l'Empire, participe à toutes les campagnes de la Grande Armée et après avoir contribué puissamment au gain des batailles d’Eckmühl, de Ratisbonne, et de Wagram il est promu général de brigade le 1er mai 1809.
En 1812, il prend part à campagne de Russie et se couvre de gloire à Krasnoïe et au passage du Niémen. Ayant reçu une grave blessure, il est forcé de s’arrêter à Stettin qu’il défend vaillamment et ne rend cette ville le 21 novembre 1813, qu’après neuf mois de siège. Prisonnier de guerre lors de la capitulation de la ville, il ne rentre en France qu’en juillet 1814. Durant la Première Restauration, il est nommé inspecteur adjoint d’infanterie.

### Les Cent-Jours et le siège de Huningue

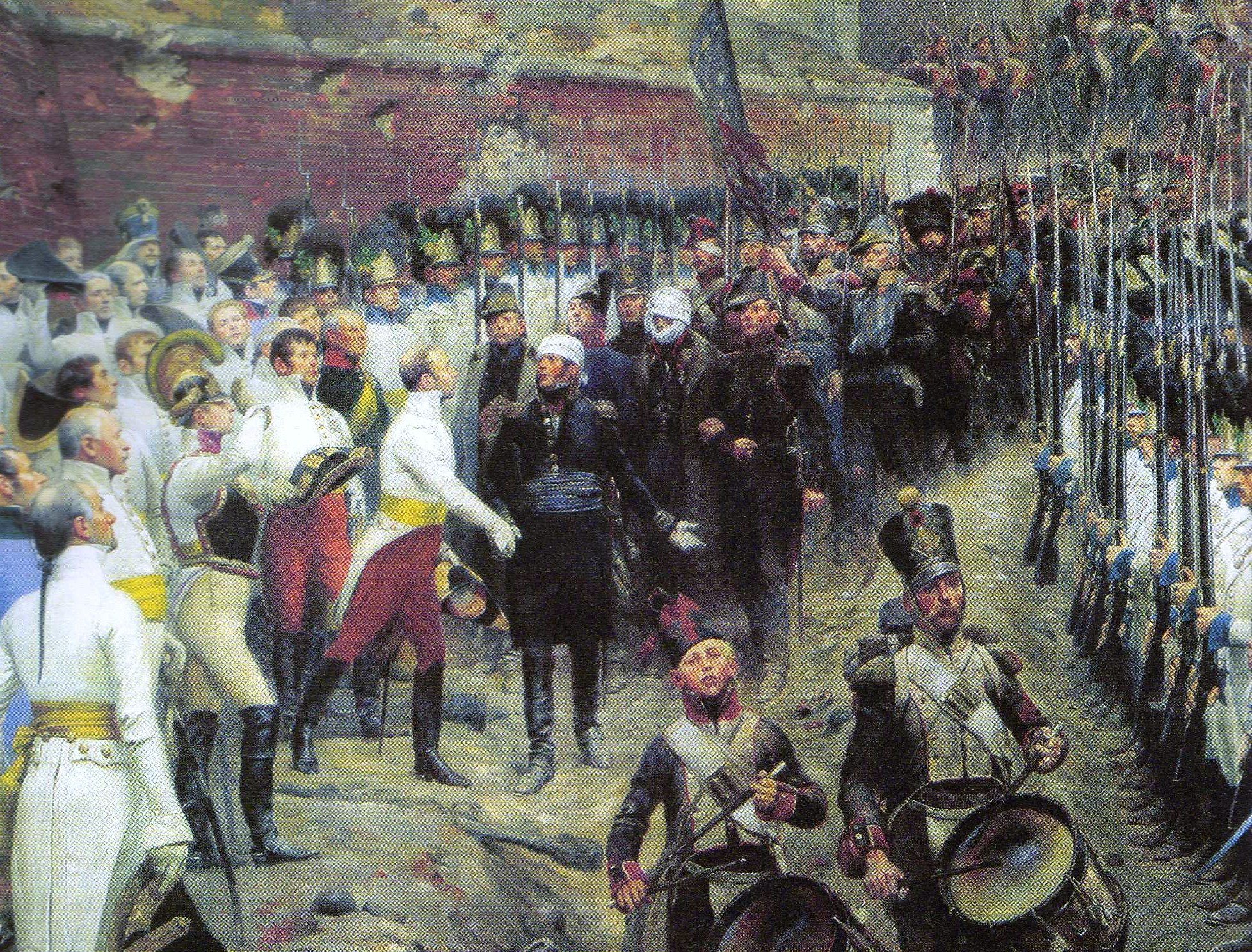
Sortie de la garnison de Huningue, 1815, huile sur toile d’Édouard Detaille.

Lors des Cent-Jours, l’Empereur lui confie le commandement du département du Loiret puis l’envoie le 3 mai 1815 à Huningue qu’il défend contre les Autrichiens. Pendant deux mois et avec seulement 135 hommes valides, il résiste à l’armée de l’archiduc Jean, forte de plus de 20 000 hommes. La place ne capitule que le 26 août 1815 après l’abdication de Napoléon Ier, et après 12 jours de tranchée ouverte. Il obtient tous les honneurs de la guerre.

### Sous la Restauration
Lors de la Seconde Restauration, en raison de son ralliement à Napoléon, il est laissé en disponibilité et meurt à Paris le 7 novembre 1830. Il est enterré au cimetière du Père-Lachaise dans le quartier réservé aux maréchaux et généraux de l’Empire.

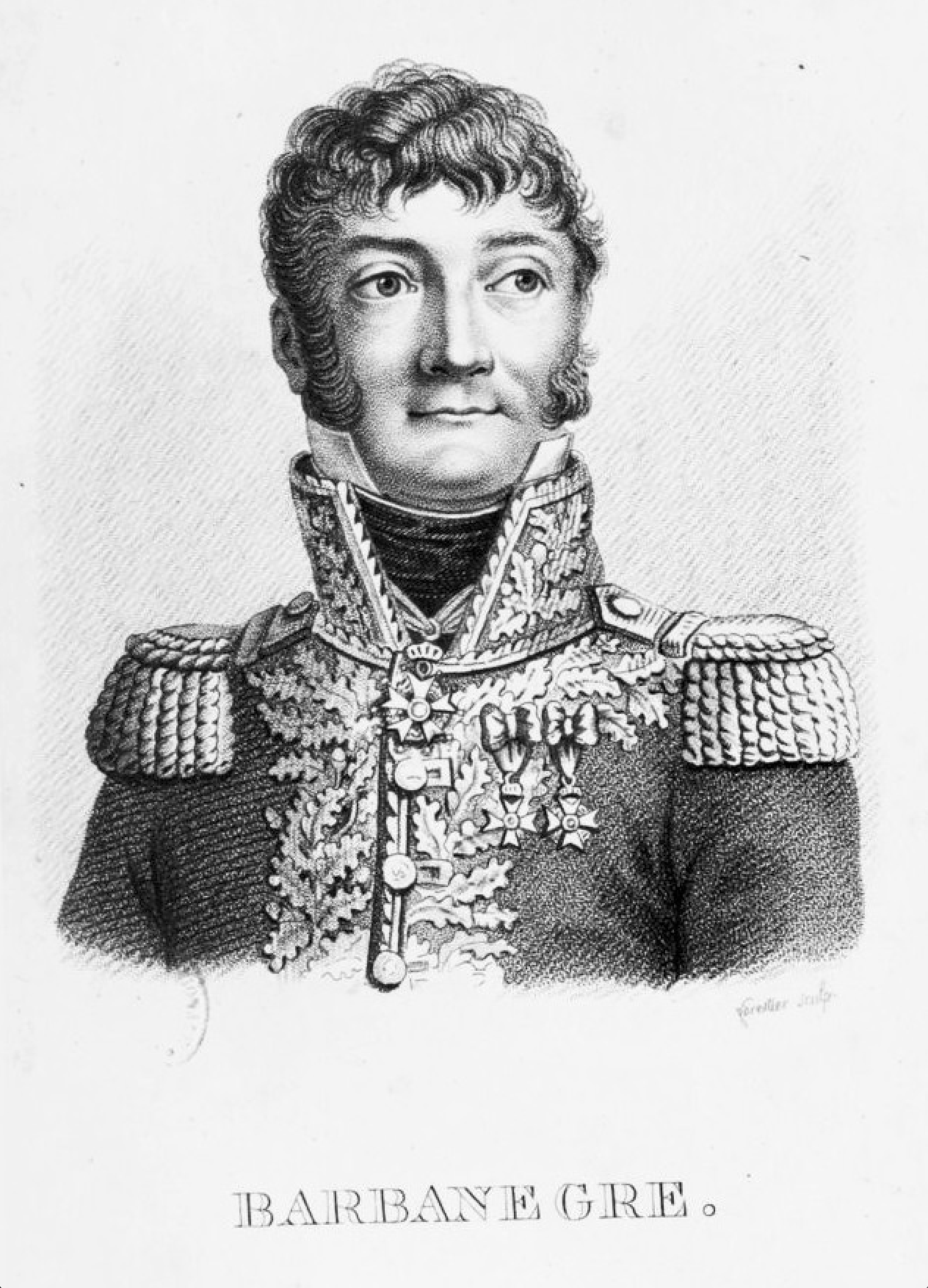
Portrait du général baron Joseph Barbanègre.

## Hommages
À Pontacq, la rue dans laquelle se trouve sa maison natale a été baptisée de son nom et une statue a été érigée en son honneur sur la place de la mairie. Il existe des rues en l’honneur du général Barbanègre, notamment dans le 19e arrondissement de Paris, Auch, Huningue, Pau et Mulhouse. Une ancienne caserne militaire de Mulhouse portait par ailleurs son nom.

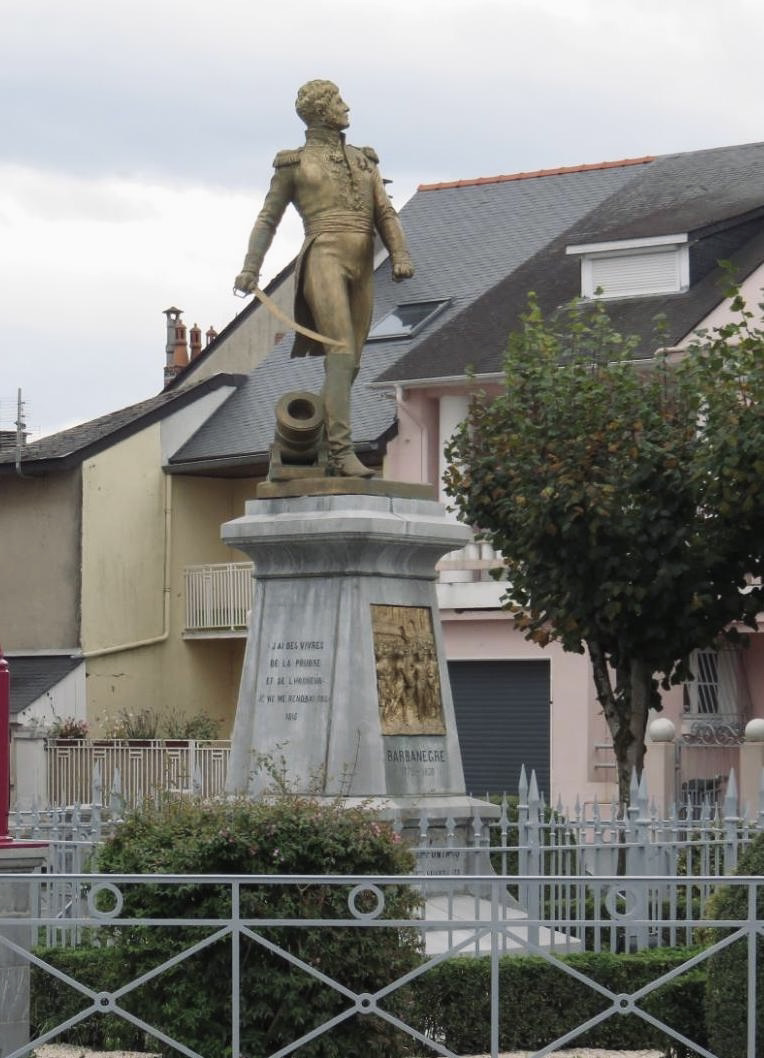
Statue du général Joseph Barbanègre devant l’hôtel de ville de Pontacq.

## Distinctions
- 1805 : commandeur de l'ordre impérial de la Légion d'honneur
- 1804 : officier de l'ordre impérial de la Légion d'honneur
- 1814 : chevalier de l'ordre royal et militaire de Saint-Louis
- : chevalier de l'ordre militaire de Saint-Henri de Saxe

## Armoiries
| Figure | Blasonnement |
|        | Armes du baron Barbanègre et de l’Empire (décret du 19 mars 1808, lettres patentes du 20 août 1809, Quartier général impérial de Schönbrunn) : " D’azur au dextrochère d’or, brassardé du même, mouvant du flanc sénestre, et tenant trois drapeaux d’argent : franc quartier des barons tirés de l’armée.", Livrées : les couleurs de l’écu. |

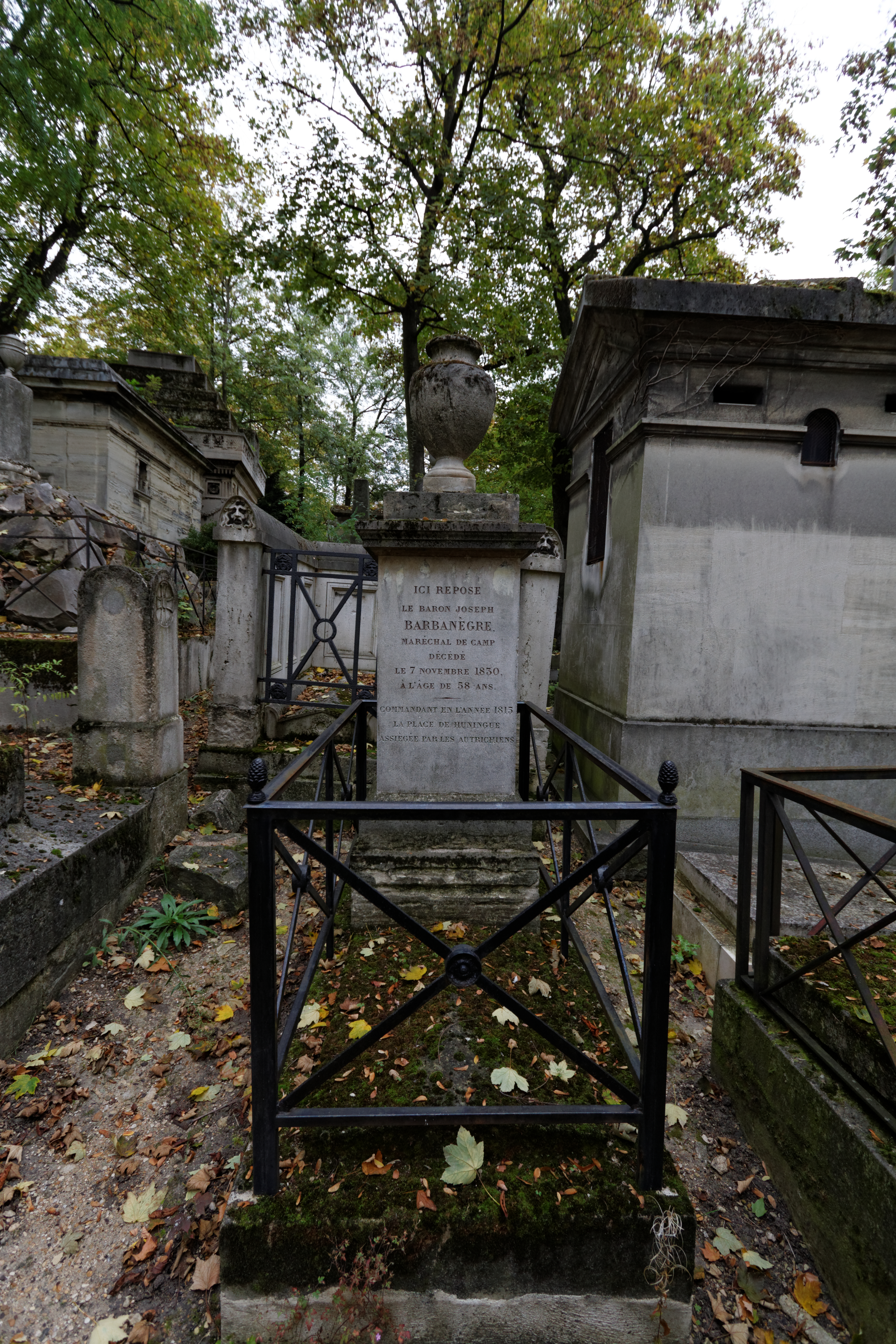
Tombe du général Barbanègre au cimetière du Père-Lachaise (division 28).